# Flora Europaea
Flora Europaea ist ein Werk über europäische Pflanzen, dessen fünf Bände zwischen 1964 und 1993 von der Cambridge University Press herausgegeben wurden. Flora Europaea beschreibt in englischer Sprache etwa 10.500 Gefäßpflanzen-Arten Europas.

## Geschichte
Erste informelle Diskussionen über die Erstellung einer Flora Europaea fanden anlässlich des fünften Internationalen Botanischen Kongresses in Paris 1954 statt. Anfang 1956 wurde an der Universität Leicester die Gründung der Flora Europaea Organization mit einem Herausgeberkomitee, beratenden Herausgebern und regionalen Beratern beschlossen. Die Organisation wurde unter das Dach der Linnean Society of London gestellt.
Es wurden acht Flora Europaea-Symposien veranstaltet, das erste 1959, das letzte 1977. Unter dem Titel Notulae ad Floram Europaeam spectantes wurde eine Serie von Kurzbeiträgen veröffentlicht, die von 1961 bis 1970 in der Zeitschrift Feddes Repertorium, von 1971 bis 1978 in Botanical Journal of the Linnean Society erschien.
Das Projekt wurde größtenteils vom UK Science Research Council finanziert, in geringem Maße auch durch andere europäische Forschungsförderungs-Organisationen. Die Herausgabe der zweiten Auflage des ersten Bandes wurde zum großen Teil aus den Verkaufserlösen der bis dahin erschienenen Bände finanziert.
Mitglieder des Herausgeber-Komitees waren Thomas Gaskell Tutin (1908–1987), Vernon Hilton Heywood (1927–2022), Norman Alan Burges (1911–2002), David Moresby Moore (* 1933) (ab 1965), David Henriques Valentine (1912–1987), Stuart Max Walters (1920–2005) und David Allardice Webb (1912–1994). Zur Herausgabe des ersten Bandes in zweiter Auflage wurden Arthur Oliver Chater (* 1933) und John Richard Edmondson (* 1948) in das Herausgeberkomitee aufgenommen.
Die fünf Bände der Flora Europaea wurden in den Jahren von 1964 bis 1980 veröffentlicht, eine Checkliste aller Arten mit Chromosomenzahlen im Jahr 1982 und ein Gesamtregister im Jahr 1983. Der erste Band erschien 1993 in einer überarbeiteten zweiten Auflage. Im Internet wurde eine Datenbank mit einer Checkliste aller in der Flora Europaea behandelten Arten, ihrer Synonyme und ihrer Verbreitungsangaben veröffentlicht. Eine inhaltlich unveränderte CD-ROM-Ausgabe mit den Bänden 2 bis 5 und 1 (2. Auflage) erschien 2001, eine Taschenbuchausgabe mit Nachdruck derselben Bände 2010.
Die Flora Europaea Organization stellte in den 1990er Jahren ihre Arbeit ein und ging in dem um Nordafrika und Vorderasien geographisch erweiterten Projekt Euro+Med Plantbase auf.

## Bände
- T. G. Tutin, V. H. Heywood, N. A. Burges, D. M. Moore, D. H. Valentine, S. M. Walters, D. A. Webb (Hrsg.): Flora Europaea. Bände 1–5, Cambridge University Press, Cambridge 1964–1980.
  - Volume 1: Lycopodiaceae to Platanaceae. 1964, ISBN 0-521-06661-1.
  - Volume 1: Psilotaceae to Platanaceae. 2., überarb. Auflage. 1993, ISBN 0-521-41007-X (eingeschränkte Vorschau in der Google-Buchsuche).
  - Volume 2: Rosaceae to Umbelliferae. 1968, ISBN 0-521-06662-X (eingeschränkte Vorschau in der Google-Buchsuche).
  - Volume 3: Diapensiaceae to Myoporaceae. 1972, ISBN 0-521-08489-X (eingeschränkte Vorschau in der Google-Buchsuche).
  - Volume 4: Plantaginaceae to Compositae (and Rubiaceae). 1976, ISBN 0-521-08717-1 (eingeschränkte Vorschau in der Google-Buchsuche).
  - Volume 5: Alismataceae to Orchidaceae (Monocotyledones). 1980, ISBN 0-521-20108-X (eingeschränkte Vorschau in der Google-Buchsuche).
- David Moresby Moore: Flora Europaea check-list and chromosome index. 1982, ISBN 0-521-23759-9 (Band 6) (eingeschränkte Vorschau in der Google-Buchsuche).
- Geoffrey Halliday, M. Beadle: Consolidated index to Flora Europaea: Compiled from the separate indices of Vol. 1 to 5 of Flora Europaea. 1983, ISBN 0-521-22493-4 (Band 7) (eingeschränkte Vorschau in der Google-Buchsuche).

- Flora Europaea on CD-ROM. Cambridge University Press, Cambridge, 2001, ISBN 0-521-77811-5.

- Flora Europaea, 5 Volume Paperback Set. 2010, ISBN 978-0-521-15406-2 (unveränderter Nachdruck als Taschenbuchausgabe).